# Stefano Cipressi
Stefano Cipressi (Bologna, 25 novembre 1982) è un canoista italiano, campione mondiale di canoa slalom ai campionati del mondo di Praga del 2006.

## Biografia
Atleta professionista dal 2003, quando ha lasciato il Canoa club Bologna per entrare nel Centro Sportivo di Canoa Fluviale della Marina Militare a Sarzana.
Del suo medagliere fanno parte numerosi riconoscimenti europei e di Coppa del Mondo.
Straordinario il 2006 per Stefano, stacca in extremis il biglietto per il campionato iridato di Praga e vince, alla pari col francese Julien Billaut, davanti al britannico Campbell Walsh. Diventa il primo atleta italiano a vincere il Campionato del Mondo nella canoa slalom.
Nel 2012 si qualifica e partecipa all'edizione dei Giochi Olimpici di Londra, chiudendo in tredicesima posizione.

## Palmarès
| Anno | Risultato | Categoria | Manifestazione                                     | Luogo               | Fiume                         |
| ---- | --------- | --------- | -------------------------------------------------- | ------------------- | ----------------------------- |
| 2006 | 1°        | K1        | ICF Canoe Slalom World Championships               | Praga               | Prague-Troja Canoeing Centre  |
| 2006 | 2°        | K1 TEAMS  | ICF Canoe Slalom World Championships               | Praga               | Prague-Troja Canoeing Centre  |
| 2012 | 13°       | C1        | Olimpiadi 2012                                     | Londra              | Lee Valley White Water Centre |
| 2008 | 2°        | K1        | Campionato del Mondo Universitario                 | Bratislava          | Cunovo Water Sports Centre    |
| 2010 | 3°        | K1 TEAM   | ICF Canoe Slalom World Championships               | Tacen               | Tacen Whitewater Course       |
| 2005 | 3°        | K1 TEAM   | European Canoe Slalom Championships                | Tacen               | Tacen Whitewater Course       |
| 2005 | 2°        | K1 TEAM   | European Junior and U23 Canoe Slalom Championships | Cracovia            | Kolna Slalom Course           |
| 2004 | 3°        | K1        | European Junior and U23 Canoe Slalom Championships | Cracovia            | Kolna Slalom Course           |
| 2004 | 1°        | K1        | Final Race Canoe Slalom World Cup                  | Bourg-Saint-Maurice | Isère (fiume)                 |
| 2009 | 1°        | K1        | Pre-Worlds                                         | Tacen               | Tacen Whitewater Course       |

## Riconoscimenti
- Stella d'argento - Marina Militare italiana
- Sigillo d'oro - Università di Bologna (2012)